# Xaragure jezik
Xaragure jezik (’aragure, aragure, haragure, thio; ISO 639-3: axx), jedan od dva novokaledonska jezika podskupine Xaracuu-Xaragure kojim govori 570 ljudi (1996. popis; 950, 1982. SIL) u Novoj Kaledoniji na južnom dijelu istočne i zapadne obale otoka Grande Terre (Thio i Ouinane).
Podskupinu Xaracuu-Xaragure čini s jezikom xârâcùù.

## Vanjske poveznice
- Ethnologue (14th)
- Ethnologue (15th)